# فردیناند (قمر)
فردیناند ماهواره غیرقطعی عقب مانده از اورانوس است. اولین بار در ۱۳ اوت ۲۰۰۱ در نزدیکی اورانوس توسط متیو جی. هولمن، جان جی کیولارز، دانیل میلیساولویویچ و برت ج گلدمن دیده شد و در ۲۱ سپتامبر ۲۰۰۱ دوباره دیده شد. در ۲۹ و ۳۰ اوت ۲۰۰۳، گروهی به رهبری اسکات شپار، آسمان را در اطراف اورانوس با تلسکوپ سوبارو بررسی کردند و دو جسم ناشناخته را در نزدیکی اورانوس کشف کردند. این دو اشیاء جدید توسط شپارد و همکاران مورد بازبینی قرار گرفتند. در سپتامبر ۲۴، ۲۰۰۳، براون مارشدن، در مرکز سیاره جزئی، یکی از موارد ناشناخته گزارش شده توسط شپارد و همکارانش را مرتبط کرد. به شیء از دست رفته توسط هولمن و همکاران مشاهده شده‌است. در سال ۲۰۰۱. پس از آن هولمن توانست ارتباط بین آیتم‌های ۲۰۰۱ و ۲۰۰۳ را در ۳۰ سپتامبر ۲۰۰۳ با مشاهده مکان آن با تلسکوپ ماگلان تأیید کند. پس از آن، شیء مربوط به سال ۲۰۰۱ و ۲۰۰۳، در تاریخ ۱ اکتبر ۲۰۰۳، به‌طور موقت تعیین S / 2001 U 2 داده شد، که رسماً آن را به عنوان ماه جدیدی از اورانوس شناسایی کرد. در حال حاضر اورانوس XXIV نامیده می‌شود، فردیناند از پادشاه ناپل در بازی ویلیام شکسپیر(طوفان (نمایشنامه)) نامگذاری شده‌است.

## اوربیت

بازسازی ماهواره‌های نامنظم اورانوس.

فردیناند دورترین ماهواره شناخته شدهٔ اورانوس است. این یک مدار عقبگرد، نسبتاً ملایم اما بسیار غیرعادی است. نمودار نشان می‌دهد که پارامترهای مدار از ماهواره‌های نامنظم برگشتی اورانیوس (در مختصات قطبی) با بی‌ثباتی مدار که توسط بخش‌هایی که از مرکز به مرکز آپکوستر نمایان می‌شود نشان داده می‌شود.